# Ольгино (Крутинский район)
О́льгино — деревня в Крутинском районе Омской области, входит в состав Зиминского сельского поселения.

## История
Основана в 1891 году. В 1928 году посёлок Ольгинский состоял из 153 хозяйств, основное население — русские. В административном отношении являлся центром Ольгинского сельсовета Крутинского района Омского округа Сибирского края.

## Население
| 2010 |
| ---- |
| 180  |

## Улицы
- ул. Веселый дол,
- ул. Новая,
- ул. Центральная.